# Börje Salming Courage Award
Börje Salming Courage Award är ett pris som delas ut årligen av NHL Alumni Association (NHLAA) till före detta europeiska NHL-spelare som har haft en positiv inverkan inom sitt idrottsliga sammanhang, sitt "community", samt genom handlingar för vidare Börje Salmings anda av mod liksom dedikering. Priset instiftades i november 2023 och delades ut för första gången i Avicii Arena i Stockholm.

## Mottagare
| Mottagare        | År   | NHL-Klubbar                                                                                       |
| ---------------- | ---- | ------------------------------------------------------------------------------------------------- |
| Nicklas Lidström | 2023 | Detroit Redwings                                                                                  |
| Jari Kurri       | 2024 | Edmonton Oilers, Los Angeles Kings, New York Rangers, Mighty Ducks of Anaheim, Colorado Avalanche |